# Menara Telekom
Menara Telekom je mrakodrap v Kuala Lumpur. Postaven byl podle návrhu, který vypracovala firma Hijjas Kasturi Associates. Má 55 podlaží a výšku 310 metrů. Výstavba probíhala v letech 1998 - 2001.